# Openstep
Openstep eller Openstep/Mach, är ett Unix-baserat operativsystem från företaget Next och uppföljare till operativsystemet Nextstep. Senaste uppdateringen är från 1999.
Openstep/Mach kom i version 4.0 och version 4.2 och kan köras på Sparc, Intel x86, HP PA-RISC och Motorola 68xxx-processorer. Den senaste versionen, patch 4 till version 4.2, innehåller de sista fixarna som släpptes, bland annat för Y2K.
Openstep API-erna implementerades också som ett lager på andra operativsystem; Solaris och Windows NT.
Openstep/Mach låg, efter att NeXT blivit uppköpta av Apple, till grund för MacOS. Apples uppköp gjorde att Sun dumpade Openstep på Solaris och att utvecklingen på Windows NT upphörde.

## Tekniska innovationer
Nextstep och sedermera Openstep inkluderade flera tekniska innovationer. Fönsterhanteraren kör Display Postscript och är inte X11-baserad (det finns X11-programvara tillgänglig dock), programmeringsspråket Objective C var skräddarsytt för plattformen. Konceptet med en docka på skärmen med ikoner man kör sina program från introducerades och det var också första gången ett system visade fönsterinnehållet under tiden man flyttade fönstret på skärmen, tidigare grafiska gränssnitt visade bara en kontur av fönstret vid liknande operation.
Programmeringsmodellen var helt objektorienterad och flera kits som innehöll funktioner som programmerare kunde utnyttja skeppades med systemet.
Den första webbläsaren någonsin utvecklades på Nextstep av Tim Berners-Lee på Cern.[källa behövs]

## Resurser på nätet
- NeXT Archive
- The NeXT World
- LuBu OpenMagic[död länk], en uppdatering av Solaris OpenStep 1.1